# La Vaivre
La Vaivre là một xã ở tỉnh Haute-Saône trong vùng Bourgogne-Franche-Comté, Pháp.

## Biến động dân số
| Năm | 1962 | 1968 | 1975 | 1982 | 1990 | 1999 |
| --- | ---- | ---- | ---- | ---- | ---- | ---- |
| Dân số | 232  | 251  | 268  | 240  | 213  | 198  |
| From the year 1962 on: No double counting—residents of multiple communes (e.g. students and military personnel) are counted only once. |      |      |      |      |      |      |